# Гюрекян, Егиш Сетракович
Егиш Сетракович Гюрекян (1897, Османская империя — неизвестно, Сухумский район, Абхазская АССР, Грузинская ССР) — звеньевой колхоза имени Калинина Сухумского района, Абхазская АССР, Грузинская ССР. Герой Социалистического Труда (1949).

## Биография
Родился в 1897 году в семье потомственного табаковода в одном из сельских населённых пунктов Османской империи. В 1915 году, спасаясь от геноцида армян, вместе с семьёй бежал в Россию, где поселился на территории Сухумского округа. С подросткового возраста занимался табаководством в личном хозяйстве. Во время коллективизации вступил в местный колхоз имени Калинина Сухумского района, где трудился на табачной плантации. В послевоенное время — звеньевой в этом же колхозе.
В 1948 году звено под его руководством собрало в среднем с каждого гектара по 18 центнеров листьев табака сорта «Самсун № 27» на участке площадью 3,1 гектара. Указом Президиума Верховного Совета СССР от 3 мая 1949 года удостоен звания Героя Социалистического Труда за «получение высоких урожаев кукурузы и табака в 1948 году» с вручением ордена Ленина и золотой медали «Серп и Молот» (№ 3555).
После выхода на пенсию проживал в одном из сельских населённых пунктов Сухумского района. Дата смерти не установлена.